# ستيف كيفر
ستيف كيفر (بالإنجليزية: Steve Kiefer)‏ هو لاعب كرة قاعدة أمريكي، ولد في 18 أكتوبر 1960 في شيكاغو في الولايات المتحدة.

## وصلات خارجية
- ستيف كيفر على موقعبيزبول رفرنس.كوم (الدوري الرئيسي) (الإنجليزية)
- ستيف كيفر على موقعبيزبول رفرنس.كوم (الدوري الثانوي) (الإنجليزية)